# Vrena
Vrena est une localité de Suède dans la commune de Nyköping située dans le comté de Södermanland.
Sa population était de 652 habitants en 2019.